# Basconització tardana
La basconització tardana és un conjunt d'hipòtesis en les quals s'exposa que els vascons van ocupar l'actual comunitat autònoma del País Basc en l'antiguitat tardana o al principi de l'edat mitjana.
Diversos autors (Sayas, Azkarate, Cepeda) creuen que aquesta hipòtesi, malgrat el seu caràcter polèmic, mereix tornar a ser discutida avui dia, a la llum dels recents descobriments arqueològics que semblen indicar una expansió francoaquitana sobre la comunitat autònoma del País Basc.
Existeixen hipòtesis que situen el poble basc des de la prehistòria en aquests territoris, englobant com a basques les diferents tribus (vascons, vàrduls i caristis, arribant alguns autors a incloure autrigons i fins i tot berons) que els ocupaven en temps preromans, mentre que uns altres consideren que els actuals territoris de la comunitat autònoma del País Basc estaven ocupats per tribus d'origen indoeuropeu.

## Context històric de la comunitat autònoma del País Basc abans de la romanització

### Tribus preromanes

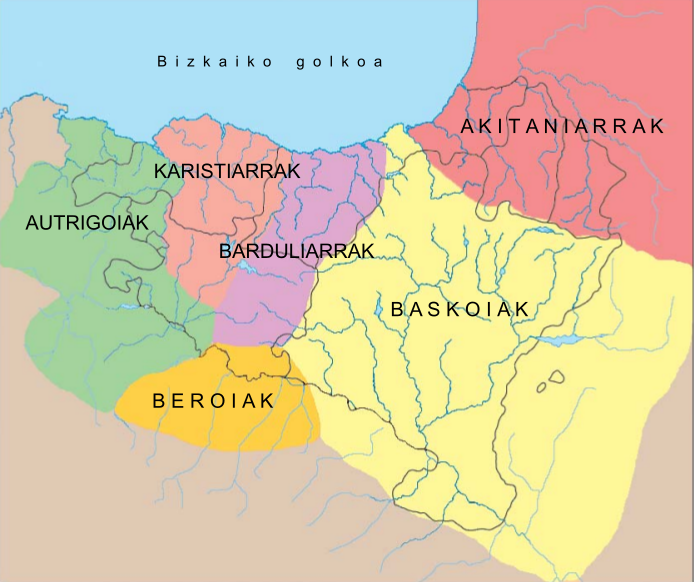
Tribus bascòniques a l'època romana

Segons els historiadors clàssics Estrabó, Plini el Vell, Pomponi Mela, Flor, Sili Itàlic o Claudi Ptolemeu, la depressió basca estava ocupada per diverses tribus l'idioma de les quals i filiació són desconeguts. La seva distribució territorial varia d'una crònica a una altra. D'acord amb la de Ptolemeu, la més completa i més recent, la situació va ser la següent:
- Berons, de filiació cèltica o celtibera i establerts entre La Rioja. Àlaba i Navarra.
- Autrigons, establerts entre el riu Asón i el riu Nerbion i de filiació discutida, però probablement indoeuropea.
- Caristis, establerts entre el riu Nervión i el riu Deva en l'actual Guipúscoa i de filiació discutida.
- Vàrduls, que ocupaven l'actual Guipúscoa, a excepció de la vall del Deva i del Bidasoa, i de filiació discutida.

Alguns autors defensen que vàrduls, caristis i autrigones eren de filiació vascona, mentre que d'altres opinen que eren de filiació indoeuropea o cèltica.
| « | ...els bàrduls, caristis i autrigons al País Basc, gents igualment de parla i cultura cèltiques. Només a l'est de Leizarán, gairebé a la frontera entre Guipúscoa i Navarra, s'estendrien els vascons... | » |
| — | |   |

| « | ...els habitants del País Basc, autrigons, caristis, vàrduls, més els berons de la Rioja, gents entre les quals es trobaven algunes poblacions que Estrabó va considerar les més primitives d'Hispània. Aquestes gents formen part dels pobles de cultura cèltica, encara que tots ells es diferencien dels celtibers, puix el seu origen és clarament anterior... | » |
| — | |   |

### Proves arqueològiques

#### Època preromana
Les fonts documentals clàssiques són molt vagues pel que fa a la cultura dels habitants preromans de l'actual comunitat autònoma del País Basc. En aquest sentit, aporten més informació els jaciments arqueològics. Segons Luis Valdés, fins als anys 80, la historiografia local tractava de compaginar la forta presència indoeuropea a Biscaia i Guipúscoa durant l'edat del ferro amb la preexistència de bascos preindoeuropeus suposant una coexistència d'ambdues poblacions: una d'autòctona, més antiga, que viuria refugiada en coves mantenint la seva llengua (el basc) i tradicions; i una altra d'al·lòctona, formada per invasors o colonitzadors indoeuropeus celtes que van ocupar tota la regió construint nombrosos castres fortificats solament per defensar-se en cas de perill i no com a poblacions estables. No obstant això, Valdés conclou que, avui dia, donats els vestigis arqueològics oposats, no es pot sostenir aquesta dualitat. Biscaia o Guipúscoa presentarien els mateixos avatars i característiques que Àlaba o la resta del nord d'Hispània en època preromana. 
| « | Reiniciada la investigació a la comarca de Guernica amb major rigor científic no va caldre gaire temps per a demostrar l'error d'aquest plantejament i d'aquesta interpretació bipoblacional. L'oppidum de Marueleza es convertí en la confirmació que, culturalment i arquitectònica, la situació cultural és paral·lela a la coneguda en qualsevol de les regions geogràfiques perifèriques del País Basc, amb les mateixes diferències i peculiaritats internes que s'hi pogueren trobar. | » |
| — | |   |

Per a l'arqueòleg Xavier Peñalver, la vall del riu Leitzaran va ser, en l'edat del ferro, una frontera entre dues cultures diferents, una de vascona cap a l'est, que es manifesta per l'abundància de cromlecs, i una altra de vàrdula cap a l'oest, on predominen els castres i hi ha absència de cromlecs. Constata que aquesta frontera és també una frontera dialectal del basc. L'arqueòloga Mercedes Urteaga opina que aquesta frontera separava els pobles vascons dels cèltics, cantàbrics o celtibers. 
| « | Comptant amb les dades obtingudes en les investigacions arqueològiques dels últims anys sobre l'edat del ferro a l'àrea que s'analitza, es planteja que el territori guipuscoà era un espai en el qual convergien tres àmbits culturals: el món aquità que treia el cap al Bidasoa; el vascó que ocuparia el sector occidental i aconseguiria el Leitzaran, i el cèltic, cantàbric o celtiber, estenent-se pels zones central, oriental i meridional. | » |
| — | |   |

#### Les necròpolis tardoantigues d'influència nordpirinenca
Recentment, s'han trobat diversos jaciments arqueològics que es considera que són necròpolis tardoantigues d'influència nordpirinenca. Agustín Azcarate, de la UPV, considera que aquestes necròpolis són una prova d'un important esdeveniment històric dels segles següents a la desaparició de l'Imperi romà que fins ara ha passat desapercebut, i acaba prudentment el seu article La arqueología y los intereses historiográficos (De los postulados vascocantabristas a las necrópolis tardoantiguas de influencia norpirenaica) de l'any 2003 amb el comentari següent: 
| « | Perquè no se'ns malinterpreti en el futur, volem manifestar que no ens atrevim, encara, a defensar cap proposta específica. És molt, encara, el que ens queda per aprendre i investigar. Per donar conclusió a aquest petit treball, em referiré, no obstant això, a dues velles hipòtesis: 1a. Aquella que defensava que durant els segles tardoantics es va produir una basconització dels actuals territoris bascos i que, si s'ha de jutjar per les dades, no procedirien de Navarra (com van defensar diversos autors, entre els quals desatacà Claudio Sánchez Albornoz), sinó de l'alt Garona, com ja van proposar lingüistes com O. Scholl i J. Untermann. Aquesta hipòtesi seria més factible, per descomptat, referida als territoris occidentals que als orientals, 2a. L'altra, que proposava que durant aquests segles es va produir no una euskerització sinó un reforçament d'un substrat lingüístic preexistent en situació de reculada respecte a altres idiomes, com apuntarien alguns descobriments com Lerga, i semblen defensar lingüistes com L. Michelena o J. Gorrochategui. Tant en la primera situació com en la segona, van haver de donar-se (en el cas que s'haguessin donat) com a conseqüència d'un fenomen històric de profundes repercussions que havia passat totalment desapercebut a tots i el testimoniatge dels quals més clar és constituït per les necròpolis descobertes en els últims anys. D'aquesta relació causa-efecte sí que ens sentim una mica més segurs, i no és poc. | » |

### Proves onomàstiques

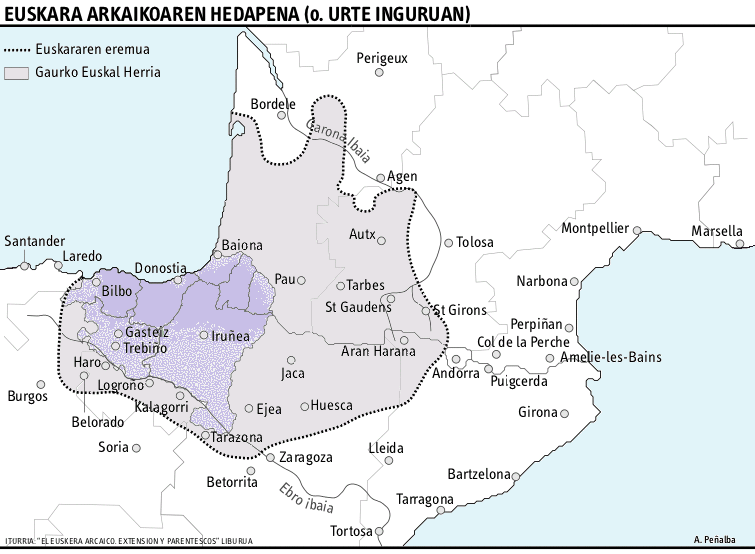
Extensió aproximada de l'àrea bascoparlant al segons Luis Núñez Astrain

El reconegut filòleg basc Joaquín Gorrochategui va exposar les bases onomàstiques d'aquesta teoria recentment; és d'aquesta manera que es reconeixen per a determinats topònims vàrduls, autrigons i caristis un origen cèltic o si més no indoeuropeu (Deobriga, Segisamonculum, Uxama Barca, Segontia Paramica, Tritium Tuboricum, Veleia, Suestatium, Tullica…), als quals, a més, se'ls ha d'afegir l'actual riu Deva. Igualment, un repàs sobre l'onomàstica personal preromana de l'actual País Basc aporta un clar indoeuropeisme dels antropònims i teònims meridionals, sent per a Gorrochategui menys clar l'origen lingüístic dels septentrionals a causa del seu escàs nombre i dificultat interpretativa (Avandus, [Co]ema, Quno, Ivilia); d'aquesta manera, no és problemàtica l'atribució a una capa indoeuropea noms meridionals com Ambatus, Ablonius, Boutia, Elauus, Plendius, Segontius, Turaesamus, etc.; antropònims que, a més, tenen una certa relació amb els antropònims de les regions lusitana i vetona.
Va ser tota aquesta abundància d'onomàstica indoeuropea en territori basc en contrast amb la Navarra bascona la que va facilitar per part d'alguns autors considerar gran part de l'Euskadi actual com a cèltica o indoeuropea:
| «                                                      | De tota manera, fins a recentment, si hom estudiava l'antiga documentació (vegeu Hubner 1986, CIL, vol. II), tal com va fer Gómez Moreno (1949[1925]), es podia observar la completa falta de testimoniatges onomàstics bascos al territori basc en l'antiguitat. D'aquesta (falta d') evidència, alguns van concloure que la llengua basca data en aquesta zona solament des de l'edat mitjana tant al nord dels Pirineus així com a la zona bascòfona occidental. Aquesta idea va ser desenvolupada per Gómez Moreno i defensada pel medievalista espanyol Sánchez Albornoz (1984). Realment, els topònims que coneixem pels antics autors no són fàcils d'interpretar com a bascos. | » |
| — traduït des de Basque and its neighbors in antiquity | |   |

| «                                                                   | Quant als tres pobles, vàrduls (del Bidasoa al Deva), caristis (del Deva al Nerbion) i autrigons (del Nerbion a l'Asón i també cap al sud alabès), no existeix cap raó per a considerar-los vascons. Aquests només arribaven fins al Bidasoa. Les dades que hi ha proven que es tracta de tribus indoeuropees. M. L. Albertos, Altuna, Basabe, Vallespí i Apellániz els ofereixen tant onomàstics com estrictament històrics de fonts romanes. | » |
| — Els bascos en la història d'Espanya, de José Antonio Vaca de Osma | |   |

## Autors que proposen una basconització tardana de la comunitat autònoma del País Basc

### Arnauld Oihenart
En el segle xvii, Arnauld Oihenart proposà en la seva Notitia utriusque Vasconiæ, tum ibericæ, tum aquitanicæ que la Bascònia primitiva ocupava endemés de l'actual comunitat foral de Navarra, terres més enllà de l'Ebre fins a Calahorra i Gracurri (vora d'Alfaro), l'antic comtat d'Aragó i, cap a l'oest, fins a Fuentebravía. I un cop extingits els autrigons, caristis i vàrduls (que haurien parlat euskera), els vascons haurien ocupat llurs terres en temps dels gots. Aquesta hipòtesi és anomenada basconització tardoantiga per Koldo Larrañaga.

### Adolf Schulten
En el primer terç del segle xx, Schulten planteja que els vascons van ocupar inicialment només la part sud de l'actual Navarra, expandint-se primer cap a Oiartzun i la costa abans de l'any 50 aC, ocupant així tota l'actual Navarra. Després de l'època de Ptolemeu i abans de la fundació de Vitoriacum (entre els anys 150 i 580), es van expandir sobre els territoris poblats per vàrduls, caristis i autrigons, l'actual comunitat autònoma del País Basc. Considera probable que aquesta conquesta política fos precedida per una conquesta lingüística.

### Manuel Gómez-Moreno
Després d'investigar sobre l'onomàstica antiga de la regió i sobre relats oferts per antigues cròniques va concloure que:
| «                                                                                     | Les modernes províncies basques, amb el districte d'Estella a Navarra, no varien dels seus confrontants occidentals per l'aspecte dels deixants votius i funeraris, símbols, noms, etc. Sobretot la nomenclatura personal admet comparacions de valor definitiu, probatòria que allí vivien gents d'ètnia cantabroastur, sense el més lleu tret de basquisme perceptible. És, per tant, segur que tan sols després de l'època romana va sobrevenir un corriment de vascons cap allà, com també cap a Gascunya, fets documentats molt bé per les cròniques franques i godes als segles VI i VII. | » |
| — Sobre los iberos y su lengua; en Homenaje a Menéndez Pidal, III (1925), pp. 475-499 | |   |

Les cròniques referides són les de Gregori de Tours sobre la depredació dels vascons sobre Aquitània, mentre que les cròniques godes fan esment únicament a l'acció devastadora de les bagaudes a l'Alt Ebre.

### Sánchez Albornoz
Claudio Sánchez Albornoz opinava que els vascons havien envaït després de la caiguda de Roma i durant període fosc les terres dels vàrduls i caristis, empenyent-los cap a Castella i provocant:
- El desplaçament de part d'aquestes tribus cap a Castella;
- Diferències etnològiques entre bascos i navarresos;[13]
- Diferències dialectals en el basc creades a partir d'antics límits tribals (efecte de substrat);
- La basquització (però no euskaldunització) d'aquelles tribus que van romandre a les seves terres;

| « | En entrar a Euzcadi, van empènyer cap a Castella una part dels vàrduls i caristis; alguns es van acollir a les muntanyes –els habitants de Tulonio, ciutat de la Planada Alabesa, es van refugiar en la serra a què van donar nom– i els que van romandre a les seves antigues seus van ser inundats de basquisme. Com cada tribu hispana en acceptar el llatí va crear el seu propi dialecte romanç –on aquests dialectes s'han conservat fins avui, com passa al nord d'Espanya, les fronteres dialectals marquen els límits de les antigues tribus–, així les tribus basques a partir del segle V van crear els seus propis dialectes del basc, també conservats fins als nostres dies. | » |
| — | |   |

### Stanley G. Payne
L'hispanista i historiador Stanley G. Payne, el 1974, opinava que en enfonsar-se l'Imperi romà, els bascos es van expandir per terres de caristis i vàrduls, que van perdre la seva identitat: 
| «                                                                            | Al sud dels Pirineus, al principi de l'època romana, la població basca estava limitada a la zona de l'actual província de Navarra, les zones orientals de Guipúscoa, Logronyo i potser Àlaba, l'extrem nord-oest d'Aragó. Biscaia, el nord d'Àlaba i la major part de Guipúscoa les habitaven tribus de caristis i vàrduls, la relació dels quals amb els bascos és incerta. S'ha conjecturat que aquests últims eren, en realitat, un grup basc independent, separat del sector principal de tribus. Amb la fallida de l'ordre que es va produir a finals l'Imperi romà, la població basca sembla que es va expandir cap a l'oest i també cap al nord, sortint dels Pirineus per ocupar una zona major del que més tard seria el sud-oest de França. Això va crear un domini basc transpirinenc, conegut més endavant pels francesos com a "Gascunya" (de gascó o vascó, els termes del romanç vernacle primitiu per a designar els bascos). A l'oest, caristis i vàrduls van perdre al final la seva identitat absorbits per l'expansió de la població basca. | » |
| — El nacionalismo vasco. De sus orígenes a la ETA. (1974) ISBN 84-7235-196-3 | |   |

### José Antonio Vaca de Osma
Al seu llibre Los vascos en la historia de España publicat per RIALP el 1995, José Antonio Vaca de Osma opina que va haver-hi dues basconitzacions dels territoris de vàrduls i caristis. L'una entre els segles V i VII, i una altra en temps de Sanç el Gran.
| «                                                                           | Les invasions vascones havien arribat pel sud fins a l'Ebre, i per l'oest van pressionar vàrduls i caristis cap a la Planada d'Àlaba i cap a les serres de Cantàbria i Toloño, a la zona de La Rioja alabesa. La basconització d'Àlaba, Guipúscoa i Biscaia es produeix en dues etapes, com hem vist. La primera entre els segles V i VII, sota la pressió dels bàrbars, i la segona entre els segles x i xi, en estendre els seus dominis el rei Sanç el Gran. | » |
| — Los vascos en la historia de España disponible parcialment a google books | |   |

Opina que hi ha mostres d'una expansió vascona sobre Aquitània cap al segle V aC i que els vascons s'hi van expandir posteriorment ajudats pels romans.
| «                                     | La pressió indoeuropea havia reduït notablement l'àrea dels bascos des de l'any 1000 aC fins a l'època en la qual Roma, la seva amiga i aliada, els ajudaria a recuperar el terreny perdut, a estendre's cap a Guipúscoa, Biscaia i Aquitània des del nucli inicial del Saltus Vasconum, autèntica reserva del basc primitiu i de la seva llengua ancestral, emparentada amb les altres que es parlaven en la península abans de les invasions cèltiques. | » |
| — Los vascos en la historia de España | |   |

### Martín Almagro Gorbea
Aquest historiador, en el seu article Etnogénesis del País Vasco: de los antiguos mitos a la investigación actual, opina que els vascons van haver d'estendre's cap al que és actualment la comunitat autònoma del País Basc en els inicis de l'edat mitjana, fins llavors ocupada per vàrduls, caristis i autrigons d'estirp indoeuropea:
| «                                                                                                 | Amb el got campaniforme arribarien conjuntament [al País Basc], per formar part del seu sistema cultural, el ritu de l'enterrament individual, un clar predomini guerrer i masculí, probablement associat a l'avantpassat com a heroi fundador del grup humà, i creences solars la continuïtat de les quals fins al bronze final documenten els bols de la penya d'Axtroki, a Bolibar, Guipúscoa, així com, amb alta probabilitat, una llengua indoeuropea, estesa fins als límits de l'Atlàntic, que es reflecteix en la hidronímia dels rius principals, el Deva, el Nervión, el Cadagua o el Plentzia, i en orònims com Cantàbria. […] D'aquests pobles, vàrduls, caristis, autrigons i berons són de clara estirp indoeuropea, com indiquen els noms de les seves poblacions i els seus antropònims i com confirma la seva etnogènesi, les seves creences i la seva organització social, mentre que vascons i aquitans serien poblacions d'estirp èuscara. | » |
| — Etnogénesis del País Vasco: de los antiguos mitos a la investigación actual (Munibe, 57 - 2005) | |   |

Aquest mateix autor ha estat molt crític cap a les postures contràries a la basconització actualment imperants en bascologia:
| « | En conseqüència, considerar els vascons com a indígenes i els altres com a "invasors" només respon a un mite anacrònic, puix està contra totes les proves, ja que, en tot cas, tal com indiquen la hidronímia més antiga i el substrat cultural, són les poblacions indoeuropees les que semblen més antigues al País Basc, segons les dades actualment disponibles. […] En conseqüència, ha de revisar-se el mite de la suposada "personalitat" de la prehistòria del País Basc i el seu origen ancestral, idea caduca que es manté des de fa tants anys malgrat estar en contradicció amb els avanços en tots els camps d'estudi. Però no es pot construir una prehistòria actual amb tesis "mítiques" que van contra totes les proves científiques. Si s'ha mantingut aquesta postura, ha estat només per motius ideològics de tipus polític, com evidencia una succinta anàlisi historiogràfica. | » |

### Francisco Villar
Basant-se en el registre toponímic, aquest expert en llengües indoeuropees prioritza l'existència anterior de llengües indoeuropees sobre les no indoeuropees en gran part de la zona actualment euskaldun:
| « | La seqüència de fets històrics que millor s'acobla alhora amb les dades antroponímiques i toponímics és la següent: el primer estrat etnicolingüístic assentat a la zona [Euskadi Sud] amb una densitat suficient per a crear una espessa xarxa de topònims i possibilitar la seva transmissió als estrats subsegüents va ser de filiació indoeuropea. Cronològicament li va seguir l'estrat cèltic, sobretot en la part occidental del territori. L'estrat ibèric, més superficial per a contenir bastant antroponímia però molt escassa toponímia, és més recent que el celta. Probablement, la seva presència a Navarra i l'Alt Aragó es deu a una extensió relativament tardana de la cultura ibèrica des de les costes mediterrànies cap a l'oest. Els dos estrats restants, basc i gal, es donen en quantia petita i amb signes toponímics de ser molt recents (Pompaelo, d'època romana). L'un i l'altre són resultat d'una infiltració recent de gents procedents del nord cap a aquest costat dels Pirineus: aquitans i gals. És possible que aquesta filtració es perllongués al llarg dels primers segles de l'imperi. Però, romanitzats els gals, si van continuar penetrant cap al sud resultaran ja indistingibles del fons romà general. En canvi, els aquitans, que van conservar la seva llengua, van continuar acreixent la seva presència visible al sud dels Pirineus. I és cap als segles VI-VII dC quan es va produir un devessall major, com semblen indicar certs indicis arqueològics, concretament els fermalls de cinturó de tipus aquità. | » |
| — Indoeuropeos y euskaldunes en el País Vasco y Navarra. Genes, lenguas y topónimos; en Vascos, celtas e indoeuropeos. Genes y lenguas (2005) | |   |

## Autors en desacord amb la hipòtesi

### Arturo Campión
L'escriptor, lingüista i polític navarrès va escriure una sèrie d'articles en els quals intentava recopilar l'origen ètnic dels bascos, entre els quals va incloure l'estudi toponímic de la regió vàrdula, a la qual considerava com una regió amb barreja de gents no indoeuropees i indoeuropees que van conviure durant una època anterior a la romanització:
| « | Considerats en conjunt els noms vàrduls no produeixen la convicció que aquesta gent fos d'ètnia baska pura. Pel que sembla, una tribu o estirp baskònica, que per ventura va prendre o va rebre el nom de vàrduls, des de l'arrel septentrional del Pirineu es va estendre per la costa gipuzkoana, i internant-se, al fil de l'Oria i de l'Urcola, va arribar al peu de les serres de San Adrián i Arànzazu, les tramuntà i es va difondre per l'altiplà alabès, confinant amb els Baskons propis, fins a aproximar-se a l'Ebre, sota el nom de Bardyetes i Bardyalos, de no ser aquests noms imputables a una confusió dels geògrafs. Més tard, l'onada cèltica, la punta d'arrencada de la qual seria la regió càntabra i asturgalaica, els va disputar la costa, les valls i l'altiplà, aconseguint arrelar en aquesta i la vall de l'Ebre, alguna cosa per ventura en aquella, i gens, probablement a les valls interiors gipuzkoanes. Sigui que els primers i segons ocupants es barregessin ètnicament o es confederessin políticament, el nom euskar va poder designar una població celtibèrica els graus de la qual de mestissatge serien diversos, segons les circumstàncies de lloc i de l'esdeveniment històric determinant. | » |
| — Celtas, Iberos y Euskaros, en Boletín de la Comisión de Monumentos Históricos y Artísticos de Navarra (1910) | |   |

### Julio Caro Baroja
Caro Baroja va adduir la distribució geogràfica dels diferents dialectes bascos per demostrar la continuïtat temporal del basc en l'actual comunitat autònoma del País Basc:
| «                                                                                     | Qui observi els resultats de la investigació en el camp estricte de la geografia històrica i els compari amb els reunits en el capítol anterior, no podrà deixar de sorprendre's en notar els fets que segueixen: - 1. Els límits del basc en l'edat mitjana final estan enquadrats al territori que en l'època romana ocupaven els pobles anomenats vascons, vàrduls i caristis. - 2. El límit N dels vascons coincideix amb el del dialecte anomenat "altnavarrès septentrional" en la seva varietat de Guipúscoa i no amb els límits actuals de Navarra. - 3. El límit de l'altnavarrès meridional, el 1552, anava per les fronteres dels vascons, així mateix, pel seu costat SO. - 4. El límit I. dels caristis coincideix amb el del dialecte biscaí en la seva varietat guipuscoana. Sembla lícit suposar, en conseqüència, que en l'època romana ja els vascons, vàrduls i caristis tindrien els seus dialectes propis dins d'un idioma comú. | » |
| — Materiales para una historia de la lengua vasca en su relación con la latina (1945) | |   |

En l'actualitat, aquesta prova no és sostinguda més per la filologia basca després dels treballs de Mitxelena, en els quals es conclou que el basc comú anterior a la dialectalització data dels segles V-VI de la nostra era.

### Koldo Mitxelena
Aquest important bascòleg va tenir una postura contrària a la basconització basant-se en el següent:
- l'arrelament que segles després demostraria el basc en aquests territoris, que difícilment un corriment podria explicar;
- l'existència constatada tant de nuclis de població de parla indoeuropea com èuscara, sense que pugui especificar-se la relació entre aquestes llengües i comunitats amb la documentació existent;
- la dialectologia s'oposaria a un desplaçament de la llengua basca cap a l'oest, en desplaçar-se les seves isoglosses nord-sud.

Punts que queden resumits pel mateix autor:
| «                                       | Per això mateix, serà sempre ociós interrogar els autors clàssics sobre la llengua dels vàrduls i caristis, per no parlar de la dels autrigons: encara que aquests callin, tothom sembla estar d'acord que els vascons, per allò del nom i també perquè l'euskara al cap i a la fi va haver de parlar-se ja llavors en alguna part, no lluny d'aquí, eren bascos de llengua, encara que amb raonable seguretat això no devia ja de ser cert per tots ells al segle I aC. Pel que ells ens diuen, tant es pot sostenir que vàrduls i caristis, almenys en la part nord del seu territori, parlaven la mateixa llengua que els vascons septentrionals, com que la coincidència es donava més aviat cap a l'oest, amb les parles càntabres, sens dubte indoeuropees, ja que de vegades els textos semblen oblidar-se de la seva existència específica en incloure'ls, per omissió o comissió, entre els càntabres. Som bastants els que pensem que la primera hipòtesi és la que té més probabilitat de ser correcta, encara que només sigui per raons d'economia: per pensar que una llengua que després veiem fermament implantada en un territori fins al dia d'avui és aquí nova, ha d'haver-hi raons de força excepcional. […] Es diria, amb tot, que, aquí, noms de lloc més noms de persona fan inevitable la conclusió que va haver-hi entre nosaltres, i més concretament en zones alabeses, nuclis de població de llengua indoeuropea, pel que sembla cèltica. Amb això no s'ha exclòs que aquests nuclis convisquessin i competissin amb una altra població de llengua molt diferent. Seria *vana especulació, de qualsevol manera, tractar de precisar, amb l'escassa documentació de què disposem, la relació en què es trobaven l'una i l'altra comunitat així com les seves llengües respectives. No serà, amb tot, impertinent insistir en el que he anomenat el caràcter recessiu de la llengua basca, patent al llarg de dos mil·lennis, del seu retraïment, que és el retraïment dels seus parlants a manifestar-se per escrit. […] Em permeto, amb tot, agregar com a postdata (in cauda uenenum) que la dialectologia basca, amb les seves isoglosses que van de nord a sud, no afavoreix gens la hipòtesi del corriment de la llengua cap a l'oest. Que entre els segles V-VI i el X s'hagi constituït un dialecte tan diferenciat com el biscaí ens obligaria a acceptar un tempo que no és l'habitual en aquests processos. | » |
| — Sobre la lengua vasca en Álava (1982) | |   |

Mitxelena va referir-se freqüentment en els seus estudis al "violentament" del text de Gregori de Tours i al desconeixement, pels defensors de la basconització d'Aquitània, de l'antic substrat èuscar, molt anterior a tal invasió, de la regió aquitana:
| «                                                              | "Quan Untermann estableix com a cosa que cau del seu pes, que una part de l'Aquitània cesariana té una onomàstica característica i inconfusible amb altres veïnes segons el testimoniatge d'inscripcions llatines d'època imperial, no fa sinó repetir el que ja havia establert Joshua Whatmough, per exemple, en les seves Dialects of Ancient Gaul, 1949-1951. El pas següent, que tots dos i uns altres han donat, és el de concloure d'una àrea onomàstica una àrea lingüística. Ja en època romana, s'adverteix sense ambigüitat l'existència d'un domini que sobretot, des que el medievalista Achille Luchaire va posar els punts sobre les is, no podia ser passat per alt. Aquesta realitat és el que Martinet anomenà "euskarien" i el que el segle passat i part d'aquest es deia "*éuskaro" en castellà. Per això mateix, perquè això és tan palès, constitueix una curiositat de la recerca històrica a l'entorn del basc el fet que la totalitat o gairebé la totalitat dels autors fins a temps molt recents, per ventura fins a la publicació el 1877 de Les origenes linguistiques de l'Aquitaine de Luchaire, s'hagin obstinat a considerar la llengua basca com un fet exclusivament cispirinenc, que només gràcies a un corriment bastant recent havia arribat a ser també, en alguna mesura, francès o gal". | » |
| — Mitxelena, Koldo: Lengua e historia, Paraninfo, Madrid, 1985 | |   |

### Joaquín Gorrochategui Churruca
El filòleg basc Joaquín Gorrochategui criticà aquesta hipòtesi valent-se dels arguments següents:
- Uxama Barca (Espejo, Àlaba), si bé el primer component significa en celta 'superior', Barca podria ser interpretat mitjançant un derivat del basc ibar ('vall').
- Illuna (o Eluna, a Trespuentes), com a antropònim femení ofereix certa semblança amb teònims aquitans com Ilunni, que es poden interpretar mitjançant el basc ilhun ('fosc').
- Helasse (a Miñano Mayor) és un teònim que ofereix un cert aspecte aquitanobasc per l'aspirada, la essa geminada i la vocal final.
- Beltesonis (a Andrearriaga, prop d'Oiartzun, l'antiga Oiasso vascona), que sembla relacionat amb el basc bel- ('negre').
- Lutbelscottio, antropònim que apareix al costat de Sintilla, en un deixant del poble fronterer de San Román de San Millán (Àlaba).
- Luntbelsar, un altre antropònim que va aparèixer en la mateixa localitat anterior.
- Getaria (en zona bàrdula segons la Geographia de Ptolemeu), és un topònim que s'ha afegit recentment, ja que si la seva etimologia fos el llatí CETARIA ('balenera') oferiria una evolució fonètica atribuïble al basc (sonorització de l'oclusiva inicial que a més queda sense palatalitzar, no sonoritza l'oclusiva intervocàlica, ni crea -ai- secundari des de -ARIA).
- Interpretació del terme vascongado com a vasconizado (suposadament del llatí vasconicatus), quan realment basc és a vascongado el que romanç a romanzado o llatí a latinado.
- Existència de la mateixa concentració d'onomàstica èuscara a Navarra com a les províncies de l'oest; per tant, el desplaçament est-oest tindria el mateix sentit que un oest-est.

Gorrochategui considerava aquesta hipòtesi del corriment vascó com la de l'origen aquità fruit de la decepció que el bascoiberisme va sofrir després que l'iber fos desxifrat per Manuel Gómez-Moreno, decepció que hauria intentat convertir el basc de "llengua universal i general d'Hispània" a no tenir-hi lloc i ser merament nordpirinenca i continental.
En aquest mateix treball (Basque and its neighbors in antiquity), hi conclogué:
| «                                                                       | Podem concloure, per tant, que el bascoaquità [basque-aquitanian] va ser una llengua parlada en l'antiguitat (des dels primers segles dC fins al final de l'Imperi romà) en una vasta àrea que va tenir els Pirineus com a eix i que s'estenia des de l'oest a l'est, des de Biscaia fins a la Vall d'Aran. Al nord, la llengua s'estenia per l'àrea aquitana, i al sud arribava fins al riu Ebre a Navarra. | » |
| — Basques and its neighbors in antiquity. pag 57. Joaquín Gorrochategui | |   |

I respecte a les altres llengües parlades en el seu mateix solar:
| «                                                                       | Al seu territori, el bascoaquità havia de competir amb unes altres llengües. El gal va penetrar a Aquitània des de Tolosa i des de l'àrea nord de Garona. El celtiber va penetrar per l'oest i per l'est des del riu Ebre. L'iber va entrar també en contacte amb el basc, estenent-se des del baix i mitjà curs de l'Ebre. | » |
| — Basques and its neighbors in antiquity. pag 57. Joaquín Gorrochategui | |   |

Aquest catedràtic també ha exposat el següent sobre la base dels topònims llatins oposats al País Basc:
| « | Que els parlants indígenes d'aquesta regió eren bascos, la qual cosa no està comprovada ni per la toponímia ni per l'onomàstica personal antiga, sinó pel tractament lingüístic que sofreixen aquests topònims llatins, que són alhora incompatibles amb el romanç i congruents amb l'èuscar. Que els nuclis llatinoparlants hagin mantingut la seva llengua romànica sense interrupció des de l'antiguitat fins al present o fins a la configuració d'un romanç propi basc, que després s'hagi diluït en el castellà deixant algunes restes, com ha passat amb el de La Rioja o el navarrès -tal com ha suggerit Maite Echenique-, és molt difícil de provar. A mi, no em sembla probable. Bona part del País Basc va passar a formar part de la Romània perduda, com el nord d'Àfrica, el nord dels Alps i Britànnia, en el qual el llatí quedaria reduït a les manifestacions de l'Església. | » |

La seva postura a l'entorn d'aquesta teoria el 2006 tal com es desprèn d'una entrevista mantinguda sobre els llavors qüestionats i avui considerats falsos descobriments d'Iruña-Veleia, era la d'una consideració respectuosa en contrastar el jaciment alabès amb d'altres situats en ciutats de parla basca "segura":
| «                                                                           | El primer fenomen sorprenent és el mateix testimoni de tants textos escrits en llengua basca, no perquè això era impossible en aquest territori i en aquesta època -com alguns estudiosos pensen amb arguments no freturosos de pes-, sinó perquè constituiria un fenomen aïllat sense paral·lels en altres ciutats de parla basca segura [...] | » |
| — Los asombrosos hallazgos de Iruña-Veleia, en El Correo Digital 18/11/2006 | |   |

Més recentment, l'autor ha matisat les seves postures anteriors, arribant a admetre la vinculació de vàrduls i caristis amb els seus veïns del sud:
| « | La situació lingüística de l'extrem occidental de l'àmbit bascoaquità, especialment el concernent al territori de vàrduls i caristis, és controvertida. Encara que tradicionalment el País Basc ha estat considerat com parteix integrant de l'àmbit èuscar, hi ha arguments de relleu que apunten a una vinculació més estreta amb zones indoeuropees de l'altiplà nord, especialment la majoria de la toponímia vàrdula i carístia transmesa per les fonts clàssiques, així com l'antroponímia d'Àlaba i de la batllia d'Estella [...] | » |
| — "Vasco Antiguo: Cuestiones de geografía lingüística". Acta Palaeohispanica X Palaeohispanica 9 (2009) | |   |

### Juan Plazaola
El bascòleg, historiador i catedràtic Juan Plazaola es va expressar de la següent manera sobre aquest tema:
| « | "Al nord dels Pirineus, el fet que els vascons de la muntanya fessin algunes incursions depredadores en la Baixa Novempopulània el 587 va induir alguns historiadors, interpretant malament un text de Gregori de Tours, a pensar en una invasió en tota regla per la qual els vascons infrapirinencs, a partir d'aquesta data, es van assentar per primera vegada a Aquitània i van donar lloc al fet que la Novempopulània de Dioclecià es comencés a anomenar Wuasconia (Gascunya); teoria avui insostenible des de la lingüística, puix les inscripcions bascoaquitanes daten de temps remotíssims. Una expansió semblant han pretès alguns historiadors (Schulten, Gómez Moreno, Sánchez Albornoz) respecte a l'Euskalherria meridional, imaginant (contra l'opinió de J. Caro Baroja, Barber i Vigil, Sayas Abengoechea i altres autors recolzats per les dades de l'antropologia, la toponímia i la lingüística), una tardana basconització de Guipúscoa i Biscaia, mitjançant un corriment dels vascons sobre els territoris dels antics vàrduls i caristis.8 Pel que fa a aquests foscos segles, ha de quedar clar que en lloc d'invasions hauria de parlar-se d'incursions dels vascons del nord contra els francs, el mateix que de les lluites dels vascons del sud contra els visigots hispànics.9 Amb tot, el recent descobriment en la Vascònia meridional de diverses necròpolis amb armes merovíngies replanteja el problema de la relació política dels reis successors de Clodoveu amb la regió de Pamplona.10 | » |

### Antonio Tovar
El catedràtic de la Universitat de Salamanca refutava aquesta hipòtesi prenent com a base la dialectologia èuscara que ja havia apuntat Julio Caro Baroja:
| « | "La dialectologia basca, en la part on la llengua s'ha conservat, sembla molt antiga i la distribució geogràfica de les tribus correspon bastant bé amb els dialectes: el mapa de Ptolemeu, com va assenyalar fa molts anys J. Caro Baroja, ens assenyala la coincidència de les fronteres dels vascons amb els dialectes altnavarresos, dels vàrduls amb el guipuscoà, de caristis i autrigons amb el biscaí. Aquest fet sembla que anul·la tota possibilitat que hagués existit una invasió "vascona" des de l'est, com suposaven patriòticament historiadors navarresos com Oihenart i el P. Moret, i han mantingut després molts estudiosos, jo crec que sense fonament, guiats res més que per una interpretació de "vascongats", províncies vascongades com si fossin "vasconitzades" i no euskaldunes originàriament". | » |

### Andrés Mañaricua
L'historiador i fundador de l'Institut d'Estudis Bascos de la Universitat de Deusto refutà també aquesta hipòtesi prenent com a punt de partida la dialectologia basca, la interpretació de la veu vascongado i el passatge de Gregori de Tours que considerava "violentat"
| «                        | ""Vascongado" no era el que no sent basc va ser basconitzat, com molts pensaven recolzats en una etimologia que derivaven del llatí "vasconicatus", i que s'ha repetit fins avui. Era l'individu de parla basca: així un navarrès bascoparlant era vascongado". | » |
| — Los vascos y su nombre | |   |

| «                                                                                     | "El cronista franc parla d'una irrupció dels vascons, a la qual va seguir una retirada portant-se amb si captius i ramats: "nonnullos abducentes captivos cum pecoribus". No es tracta, per tant, d'una expansió estable. Fa anys que Campión va apuntar que aquest text s'interpretava en forma desorbitada. Modernament hi ha insistit P. Narbaitz. Interessa revisar a fons el problema i recordar als qui veuen en aquesta ocasió l'origen de l'assentament dels bascos al nord del Pirineus que ja, en els començaments de l'era cristiana, Estrabó deia dels aquitans que es distingien clarament pel seu aspecte físic i la seva llengua dels altres pobles que habitaven la Gàl·lia i s'assemblaven més als seus veïns de la península Ibèrica". | » |
| — Vizcaya, siglos VIII al IX. Los orígenes del Señorío, Mañaricua, CAPV, Bilbao, 1984 | |   |

### Henrike Knörr Borràs
Henrike Knörr, catedràtic de filologia basca i director del Departament de Recerca de l'Euskaltzaindia, va considerar també que la distribució dialectològica era incompatible amb aquesta hipòtesi:
| « | "Així mateix, resulta evident la direcció nord-sud, o més exactament nord-oest-sud-est, dels dialectes, la qual cosa ve a desmentir el pretès corriment cap a l'oest, argument esgrimit per explicar el misteriós nom de "vascongat" (vuasconicatus?), "bascòfon" en el seu significat tradicional" | » |

### Amalia Embrujo Salgado, E. Ortiz de Urbina i J. Santos
Aquests professors en la Reconstrucción paleogeográfica de autrigones, caristios i várdulos presentada en Paleoetnología de la península Ibérica (Universitat Complutense, 1992) consideraven també que tampoc no va existir cap desplaçament basant-se en els arguments següents:
- no existeix constància implícita ni explícita en les fonts literàries de corriment semblant;
- una vegada inclosos aquests territoris en la praxi politicoadministrativa romana, difícilment van poder produir-se modificacions tan importants en la seva ubicació;
- inexistència de dades arqueològiques que corroborin aquest desplaçament.

### Pere Bosch i Gimpera
Catedràtic d'història antiga i director de la Divisió de Filosofia i Humanitats de la Unesco, considerava, a diferència de Claudio Sánchez Albornoz, que les diferències entre les descripcions d'Estrabó, Ptolemeu, Plini i altres geògrafs es devia al "fals coneixement" que posseïen aquests del nord de la península, de topografia massa complicada per a ser coneguda per aquests. I per això, posava en dubte l'existència de qualsevol moviment d'aquests pobles i tribus.

### Barbero y Vigil,Juan José Sayas Abengoechea,Koldo LarrañagaiJosé María Jimeno Jurío
Aquests quatre historiadors també són contraris a aquestes hipótesis, tant per l'etimologia no corroborada com per la inexistència de proves arqueològiques que testimonien aquestes invasions.

## Autors que proposen una revisió de la teoria

### Juan José Cepeda
La interpretació de les últimes troballes arqueològiques corresponents a l'última fase de l'Imperi romà i segles següents proposen un nou replantejament de la teoria:
| «                                                                                          | Àmpliament contestada per autors posteriors, poc inclinats a admetre la possibilitat de tals moviments migratoris des de l'àrea vascona i més proclius a creure en l'existència d'un substrat lingüístic preindoeuropeu de tipus "vascoide", poc afectat per la romanització i responsable de la posterior extensió dels dialectes històrics del basc en àmplies zones d'Àlaba, Biscaia i Guipúscoa, la hipòtesi de la basconització tardana d'aquests territoris troba, no obstant això, noves bases per a la seva discussió en l'actualitat. Des del camp de la filologia, autors com J. Untermann i J. Gorrochategui han comprovat el caràcter netament pirinenc de la llengua basca: els topònims, noms de persona i teònims antics que es mostren més semblants amb el basc es troben esporàdicament al territori dels vascons peninsulars -a la seva zona centreseptentrional- i amb més intensitat en el vessant septentrional dels Pirineus centrals, al sud de la plana aquitana. El solar pirinenc-aquità sembla haver estat, sens dubte, el bressol de la llengua antecessora del basc actual. Des de l'arqueologia s'ha pogut comprovar, d'altra banda, que des del segle VI existeixen al País Basc peninsular elements destacats en la cultura material, especialment en els contextos funeraris d'algunes necròpolis estudiades per A. Azkárate -com les d'Aldaieta i Alegria d'Àlaba, Malmasín a Biscaia, Pamplona i Buzaga a Navarra- que relacionen els seus posseïdors, a partir del tipus d'armament i els aixovars localitzats en les tombes, amb els ambients nord-pirinencs, situats directament o indirecta en l'òrbita de la monarquia franca. Aquesta nova situació obligaria a replantejar els termes del debat sobre la hipotètica "basconització" dels territoris més occidentals, distingint les diferents fases per les quals va poder travessar i els factors històrics que van concórrer en el procés. | » |
| — La romanización en los valles cantábricos alaveses. El yacimiento arqueológico de Aloria | |   |

### Iñaki García Camino
Considera que les proves arqueològiques han obligat a revisar les hipòtesis que presenten una continuïtat entre la població protohistòrica de la comunitat autònoma del País Basc i la de la tardoantigüitat, ja que, a la vista de les proves arqueològiques, creu que a partir del segle VI els francs aquitans es van expandir sobre el seu territori:
| « | La troballa a Bizkaia d'algunes necròpolis i restes funeràries datades entre els segles vi i viii ha obligat a revisar determinades propostes historiogràfiques que ressaltaven la continuïtat al territori de formes de vida protohistòriques. La comparació entre la dispersió dels materials arqueològics de la tardoantigüitat i la dels del període anterior (segles I-V dC) mostra la ruptura en la forma d'explotació de l'espai, la qual cosa interpretem com un símptoma de transformacions profundes del teixit social. ..... En definitiva, s'observa que entre la tardoantigüitat i el món precedent existeix una ruptura dels patrons d'assentaments. Ruptura que no és sinó el reflex dels canvis profunds que va experimentar l'estructura social, derivats de la recessió demogràfica que va afectar tot Europa, però també dels esdeveniments polítics relacionats amb l'expansió franca que, a partir del segle vi, va haver d'afectar el País Basc, segons es desprèn de les característiques del registre arqueològic. | » |
| — | |   |

### Agustín Azcárate
Considera que les necròpolis tardoantigues d'influència franca oposades en la comunitat autònoma del País Basc són una prova d'un important esdeveniment històric dels segles següents a la desaparició de l'Imperi romà que fins ara ha passat desapercebut, per la qual cosa, sense definir-se per una o una altra hipòtesi, planteja el 2003 la hipòtesi d'una basconització de les Vascongades procedent de l'Alta Garona (O. Scholl i J. Untermann) i el reforçament d'un substrat lingüístic preexistent en la tardoantigüitat en vies de reculada a causa de la romanització (L. Michelena o J. Gorrochategui).
En aquesta cita, Azcárate recull una reflexió de Gorrochategui (1998), en la qual ressalta la importància de les troballes d'Aldaieta:
| «     | Que l'àmbit del qual procedeixen els testimoniatges més antics de l'idioma basc sigui bastant coincident amb el de la distribució de les sivelles de tipus aquità del segle VII (acarin-se els mapes de J. Gorrochategui i els d'E. James) pot semblar una coincidència sense cap relació, però se sospitava que aconseguiria una importància extraordinària per poc que es filés fi. Algun nexe havia d'haver-hi entre l'un i l'altre. Recentment, Gorrochategui (1998) ha advertit sobre aquesta qüestió: “Ara sabem, gràcies a les extraordinàries importants troballes arqueològiques d'Aldaieta (Naclares de Gamboa, Àlaba), de Basauri i de Buzada (a Elorz, Navarra), entre d'altres, que el País Basc va mantenir unes relacions estretíssimes amb el món franc i especialment amb la regió aquitana durant els segles VI i VII. Els historiadors hauran d'avaluar les conseqüències d'aquestes troballes, però no és forassenyat pensar que aquesta aportació cultural i social –potser també poblacional- septentrional hagués tingut una gran importància en la creació de l'Euskal Herria que poc més tard sorgirà en la història” (Gorrochategui, 1998) | » |
| — 101 | |   |

### Juan José Sayas
Així mateix, Azcárate (2003) cita Sayas (1998) en relació amb aquest tema:
| «          | En relació també amb tot això, havia reflexionat anys abans J. J. Sayas (1988) a propòsit de l'espinosa (i ideologitzada) qüestió de la basconització de la depressió basca: ”Ara –escrivia el 1954 Koldo Mitxelena- s'ha arribat a invertir els termes i a fer del basc d'Espanya un petit apèndix cispirinenc de l'Aquitània”. Es recollien d'aquesta manera les opinions d'O. Scholl, anteriors a la troballa de la inscripció de Lerga, que feia del basc peninsular un fenomen d'invasió posterior procedent d'Aquitània i que és la postura que en l'actualitat manté J. Utermann, especialista en llengües preromanes de la península. 25 No anaven desencaminades les coses, encara que tampoc són tan simples com suposava Scholl, sobretot des del descobriment de Lerga d'ara endavant. | » |
| — 101 i ss | |   |